# John Barbirolli
Sir John Barbirolli, nato Giovanni Battista Barbirolli (Londra, 2 dicembre 1899 – Londra, 29 luglio 1970), è stato un direttore d'orchestra britannico.

## Biografia

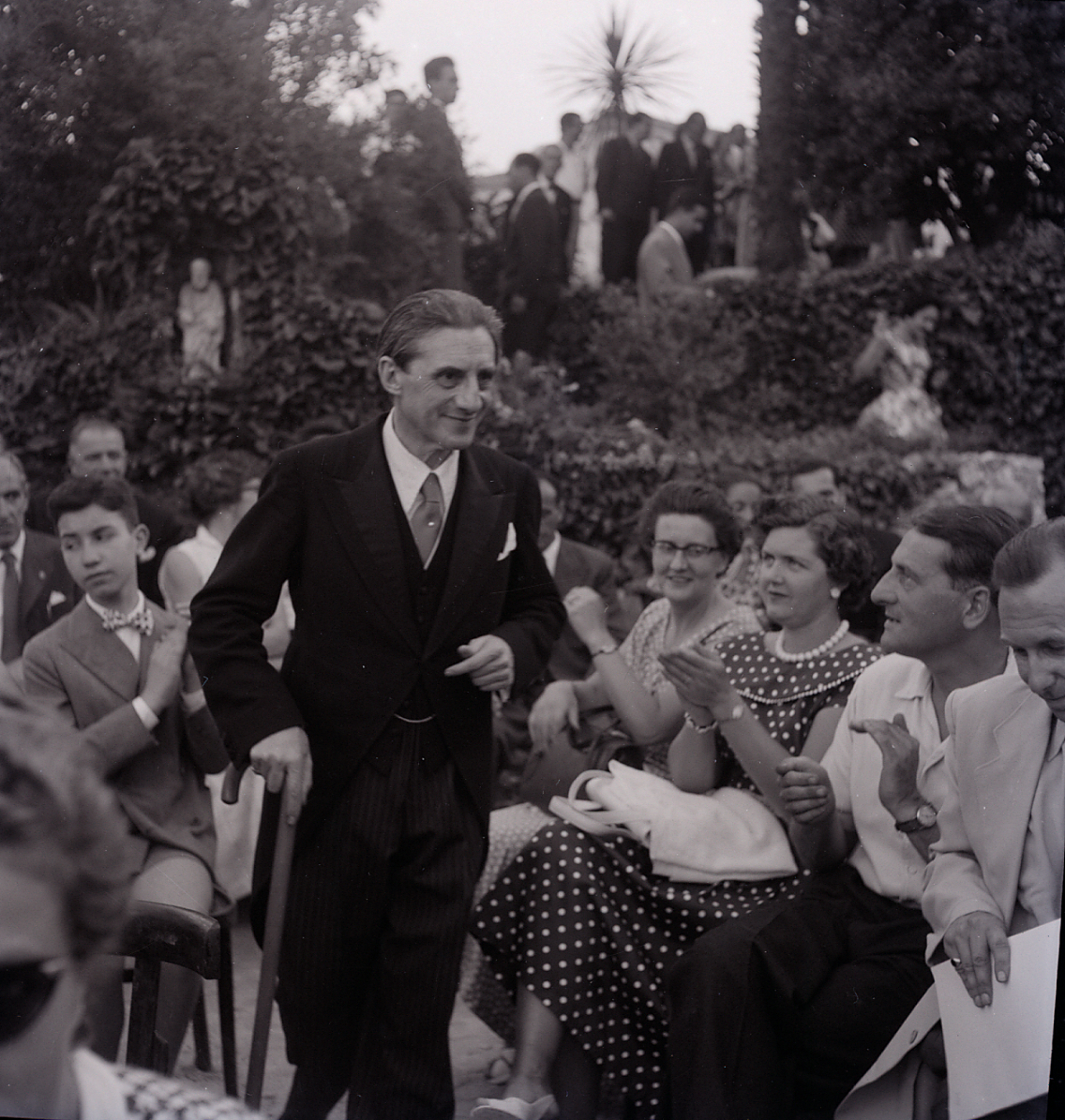
Barbirolli fotografato nel 1960 a Ravello da Paolo Monti.

Nasce a Southampton Row in Holborn, vicino a St Mary-le-Bow. Egli si definiva un Cockney.
Di famiglia italiana originaria del Veneto da parte paterna e francese da quella materna, inizia gli studi dapprima come violoncellista al St. Clement Danes School di Chorleywood della contea dell'Hertfordshire e dal 1910 al Trinity Laban Conservatoire of Music and Dance di Londra. 
Il padre Lorenzo Barbirolli, di Venezia, (1864–1928) aveva suonato il violino al Teatro alla Scala di Milano e nelle orchestre del Teatro del West End londinese principalmente nell'Empire Theatre of Varieties (oggi il cinema Empire, Leicester Square).
John in tale veste inizia la propria carriera suonando nella Queen's Hall Orchestra nel 1911.
Dal 1912 studia alla Royal Academy of Music fino al 1916.
Suona poi, con la Beecham Opera Company, al Covent Garden, con la Carl Rosa Opera Company ed entra a far parte di un quartetto d'archi. 
Durante l'ultimo anno della prima guerra mondiale presta servizio nel Suffolk Regiment (Fanteria).
Dal 1919 suona nella London Symphony Orchestra.
Fondata la Barbirolli Chamber Orchestra, inizia la carriera di direttore d'orchestra nel 1924 a Newcastle upon Tyne e nel 1926 nella Chenil Gallery in Chelsea (Londra) e con la British National Opera Company, specializzandosi nell'opera lirica (Romeo e Giulietta (Gounod), Madama Butterfly ed Aida). 
In Scozia nel 1927 dirige Il barbiere di Siviglia (Rossini) al Theatre Royal di Glasgow, al King's Theatre di Edinbmurgo, al His Majesty's Theatre di Aberdeen ed al King's Theatre di Dundee per la British National Opera Company, Madama Butterfly con Marjorie Parry (Kate Pinkerton), La bohème, Falstaff (Verdi) con la Parry (Alice) ed Aida.
Con Madama Butterfly fa il suo debutto al Royal Opera House, Covent Garden nel 1928. 
Successivamente dirige Don Giovanni (opera) per l'apertura della stagione del Covent Garden con Mariano Stabile (cantante) ed Elisabeth Schumann.
Dirigerà poi I maestri cantori di Norimberga (portata anche ad Edimburgo con la Parry come Eva nel 1929), Lohengrin (opera), La bohème, Il barbiere di Siviglia, Tosca (opera), Falstaff (Verdi), Faust, Cavalleria rusticana (opera), Pagliacci (opera), Turandot (portata anche ad Aberdeen e Glagow nel 1929), Der Rosenkavalier, Tristan und Isolde e Die Walküre.
In seguito si dedica prevalentemente all'attività concertistica, alternandosi fra la London Philharmonic Orchestra, la Northern Philharmonic Orchestra e la Royal Scottish National Orchestra di Glasgow dal 1933 al 1936. 
Nel 1932 sposa il soprano inglese del British National Opera Company Marjorie Parry.
Quindi nel 1936 diventa diretto successore di Arturo Toscanini alla direzione della New York Philharmonic fino al 1941. 
Fra le sue numerose tournée include anche la Russia, dove fu definito interprete ideale di Ciajkovsky. 
Nel 1939 sposa l'oboista inglese Evelyn Rothwell.
Al Metropolitan Opera House nel 1940 dirige un Gala Concert con la New York Philharmonic, Jarmila Novotná e Fritz Kreisler.
Nel 1941 dirige la prima assoluta della Sinfonia da Requiem, op. 20 di Benjamin Britten nella Carnegie Hall.
Nel 1943 torna a Londra per dirigere al Covent Garden fino al dicembre 1953 e con l'Orchestra Hallé (The Hallé) di Manchester fino al 1970. 
Al Wiener Staatsoper nel 1947 dirige Aida con Giuseppe Taddei.
A Londra nel 1953 dirige Orfeo ed Euridice (Gluck) in inglese, Orpheus, con Kathleen Ferrier.
Per il Teatro La Fenice di Venezia nel 1954 dirige un concerto con Evelyn Rothwell, torna a dirigere due concerti nel 1956, un concerto nel 1960 nella Sala dello Scrutinio del Palazzo Ducale (Venezia), nel 1962 un concerto con Bruno Giuranna nel Cortile del Palazzo Ducale, nel 1963 un concerto con musica di Johannes Brahms, nel 1964 due concerti e nel 1968 un concerto nel quale dirige la sua Elizabethan Suite ed uno con Uto Ughi.
Al Teatro alla Scala nel 1959 dirige la Sinfonia n. 2 (Mahler) con Martina Arroyo ed Adriana Lazzarini.
Dal 1961 al 1967 dirige l'Orchestra sinfonica di Houston.
Si dedica anche alla composizione ed alla trascrizione di antiche musiche inglesi, veneziane e napoletane. 
Della Butterfly, opera che segnò il suo debutto, ci ha consegnato, negli anni della piena maturità, un'edizione discografica considerata dalla critica memorabile.
Nel 1960 è accademico onorario dell'Accademia nazionale di Santa Cecilia, nel 1963 viene insignito dell'Ordine della Rosa bianca, nel 1964 dell'Ordine al merito della Repubblica italiana, nel 1968 dell'Ordine nazionale al merito (Francia) e nel 1969 dell'Order of the Companions of Honour.
Morì all'età di 70 anni nella sua casa di Londra per un attacco cardiaco.

## Discografia parziale
- Elgar: Cello Concerto/Sea Pictures - Jacqueline du Pré/Dame Janet Baker/Sir John Barbirolli, 1965 EMI/Warner
- Elgar: Symphony No. 1 in A Flat, Cockaigne Overture - Sir John Barbirolli/Philharmonia Orchestra, Warner/EMI
- Elgar: Il sogno di Geronte - Sir John Barbirolli, 1965 Warner/EMI
- Dvorak: Symphony No. 9 in E Minor, Op. 95 "New World Symphony" - Hallé Orchestra/Sir John Barbirolli, Harrison James
- Debussy: La Mer - The Bucharest Philharmonic Orchestra/Sir John Barbirolli, Saland
- Mahler: Symphony No. 5 - Sir John Barbirolli/New Philharmonia Orchestra, 1970 Warner/EMI
- Mahler: Symphony No. 6/R. Strauss: Metamorphosen - Sir John Barbirolli/New Philharmonia Orchestra, 1968 Warner/EMI
- Mahler: Symphony No. 9 - Sir John Barbirolli/Berliner Philharmonisches Orchester, 1964 EMI/Warner Great Recordings of the Century
- Mahler: Kindertotenlieder/5 Rückertlieder/Lieder eines fahrenden Gesellen - Dame Janet Baker/Sir John Barbirolli, Warner/EMI
- Ravel: Boléro - Hallé Orchestra/Sir John Barbirolli, Legacy
- Jascha Heifetz plays Tchaikovsky, Mozart and Glazunov - London Philharmonic Orchestra/Jascha Heifetz/Sir John Barbirolli, HHO
- Puccini: Madama Butterfly - Renata Scotto/Carlo Bergonzi/ Anna Di StasioCoro e Orchestra del Teatro dell'Opera di Roma/Piero De Palma/Renata Scotto/Rolando Panerai/Silvana Padoan/Sir John Barbirolli, 1967 EMI Great Recordings of the Century
- Purcell: Dido and Aeneas - Sir John Barbirolli/Victoria de los Ángeles/Peter Glossop/Heather Harper/Patricia Johnson/English Chamber Orchestra, 1965 EMI/Warner
- Verdi: Otello - Sir John Barbirolli/James McCracken/Gwyneth Jones/Dietrich Fischer-Dieskau/Ambrosian Opera Chorus/New Philharmonia Orchestra, 1969 EMI
- Sibelius: The Complete Symphonies, tone poems - Sir John Barbirolli, Warner
- English String Music - Sir John Barbirolli, EMI
- Bax, Delius & Ireland - Hallé Orchestra/London Symphony Orchestra/Sir John Barbirolli, EMI Great Recordings of the Century
- A. Schoenberg & R. Strauss: Orchestral Works - New Philharmonia Orchestra/Sir John Barbirolli, 1968 EMI/Warner
- Vaughan Williams: A London Symphony/Ireland: A London Overture - Sir John Barbirolli, Warner/EMI
- Delius: Orchestral Works - London Symphony Orchestra/Sir John Barbirolli, Warner/EMI